# Ikechukwu Ezenwa
Ikechukwu Vincent Ezenwa (* 16. Oktober 1988 in Yenagoa) ist ein nigerianischer Fußballtorhüter.

## Karriere

### Verein
Ezenwa spielte bisher ausschließlich für nigerianische Vereine. 2006 begann er seine Karriere als Fußballprofi bei den Ocean Boys, bevor er im Juli 2008 zu Heartland FC wechselte. Weitere Stationen waren Sharks FC, Sunshine Stars FC, Ifeanyi Ubah FC und FC Enyimba. 2019 wechselte er zu Katsina United FC. Im selben Jahr kehrte er zu Heartland FC zurück.

### Nationalmannschaft
Ezenwa war Mitglied der nigerianischen U-23-Nationalmannschaft, die bei den Olympischen Sommerspielen 2008 in Peking die Silbermedaille gewann.
2015 wurde er erstmals vom damaligen nigerianischen Coach Sunday Oliseh zu den „Super Eagles“ berufen. Nach einer Verletzung von Torhüter Carl Ikeme berief ihn Trainer Gernot Rohr in das nigerianische Aufgebot für die Fußball-Weltmeisterschaft 2018 in Russland. Er wurde jedoch während des Turniers nicht eingesetzt.